# Лімнологічна катастрофа
Лімнологічна катастрофа — викид значної кількості газу (зазвичай, вуглекислого) з відкритого водоймища, що призводить до загибелі тварин та/або людей. Лімнологічні катастрофи характеризуються хімічним складом, масою і походженням газів, тривалістю викиду газу, «спусковим механізмом» катастрофи.

Викид газу з відкритого водоймища

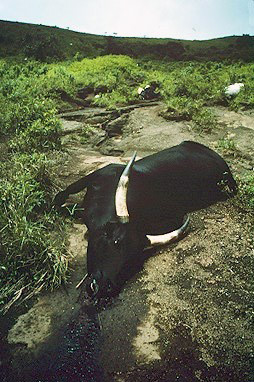
Худоба, що загинула під час лімнічної катастрофи на оз. Ніос

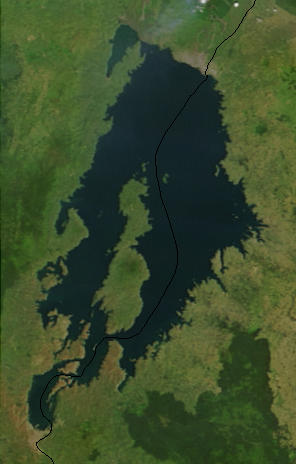
Озеро Ківу з космосу.

Лімнологічна катастрофа відбувається після включення «спускового механізму» катастрофи. Лімнологічна катастрофа може супроводжувати, відбуватися одночасно або в результаті виникнення інших катастроф у водоймі або його околицях. Наприклад, при підводному виверженні вулкана, при проникненні лавових потоків у водойму і при інших катастрофічних подіях. У таких випадках більш потужна за наслідками катастрофа маскує наявність не настільки потужних, в числі яких може бути лімнологічна катастрофа.
Характерний приклад лімнологічної катастрофи представляють катастрофи в Камеруні:
- 15 серпня 1984 р. на озері Монун, при якій загинуло 37 чоловік;
- 21 серпня 1986 р. на озері Ніос, при якій загинуло 1700 осіб.

Умови, необхідні для виникнення лімнологічних катастроф, існують не тільки в озерах Камеруну, але і в інших відкритих водоймах нашої планети, наприклад:
- На озері  Ківу (Kivu) у східній Африці;
- В озерах поблизу Мамонтової гори (англ.  Mammoth Mountain) у США;
- В озері Масю в Японії;
- В маарі Айфель (Eifel) у Німеччині;
- В озері Павен (Pavin) у Франції.

Умови, необхідні для виникнення лімнологічних катастроф, можуть бути створені витоком діоксиду вуглецю (CO2), закачаного в глибинні геологічні пласти на тривале зберігання.
Газ, що надходить у відкриті водойми, може мати магматичне (Ніос і Монун), бІогенне ( Ківу) або техногенне (закачаний на тривале зберігання) походження.

## «Спусковий механізм»
Спусковий механізм лімнологічної катастрофи характеризується складом, розташуванням (поєднанням) складових частин і масообміном.
До складу спускового механізму лімнологічних катастроф можуть входити до різних поєднаннях:
- води водойми, що характеризуються великими градієнтами температури, маси та концентрацій розчинених речовин;
- землетрус;
- обвал;
- зсув;
- вітер;
- атмосферні опади;
- підземні геологічні структури.

### Масообмін
Масообмін у спусковому механізмі визначається складом, розташуванням складових частин і фізико-хімічними властивостями потоків речовин цих частин. Хоча б один з потоків речовин в обов'язковому порядку містить газоутворюючі компоненти.

### Включення
Включення спускового механізму лімнологічної катастрофи викликають складові його частини тоді, коли їх характеристики стають критичними.

## Запобігання
Блокування «спускового механізму» запобігає лімнологічній катастрофі.
Способом блокування «спускового механізму» може бути:
- укріплення берегів водойми;
- дегазація вод водойми;
- підвищення або зниження рівня вод у водоймі;
- закачування (або відкачування) води та водних розчинів в напірний водоносний горизонт;
- просочування твердого осаду під дном водойми водонепроникними речовинами;
- впровадження в геологічні структури мікроорганізмів, продукти життєдіяльності яких зменшують пористість геологічних структур.

## Моніторинг
Довготривалі дії щодо запобігання лімнологічної катастрофи повинні супроводжуватися моніторингом стану «спускового механізму» катастрофи.

## Ресурси Інтернету
- Наталья Анатольевна Солодовник, Анатолий Борисович Солодовник, Nyos: Лимнологическая катастрофа (14 августа 2006)(архівна копія)
- Page of the team degassing Lake Nyos [Архівовано 6 грудня 2013 у Wayback Machine.]
- Lake's silent killer to be disarmed [Архівовано 24 грудня 2013 у Wayback Machine.]
- Lake Nyos (1986) [Архівовано 7 жовтня 2013 у Wayback Machine.]
- Degassing Lake Nyos
- Cracking the Killer Lakes of Cameroon
- Schmid, Martin; Lorke, Andreas; Wüest, Alfred; Halbwachs, Michel; Tanyileke, Gregory (2003). Development and sensitivity analysis of a model for assessing stratification and safety of Lake Nyos during artificial degassing. Ocean Dynamics. 53 (3): 288. Bibcode:2003OcDyn..53..288S. doi:10.1007/s10236-003-0032-0.
- Lorke, Andreas; Tietze, Klaus; Halbwachs, Michel; Wüest, Alfred (2004). Response of Lake Kivu stratification to lava inflow and climate warming. Limnology and Oceanography. 49 (3): 778—83. doi:10.4319/lo.2004.49.3.0778.
- Lake Monoun [Архівовано 10 жовтня 2012 у Wayback Machine.]